# Prostřední Poříčí
Prostřední Poříčí (deutsch Mittel Porzicz bzw. auch Mittel Porschütz) ist eine Gemeinde in Tschechien. Das Dorf liegt zwanzig Kilometer südlich von Svitavy und gehört zum Okres Blansko.

## Geographie

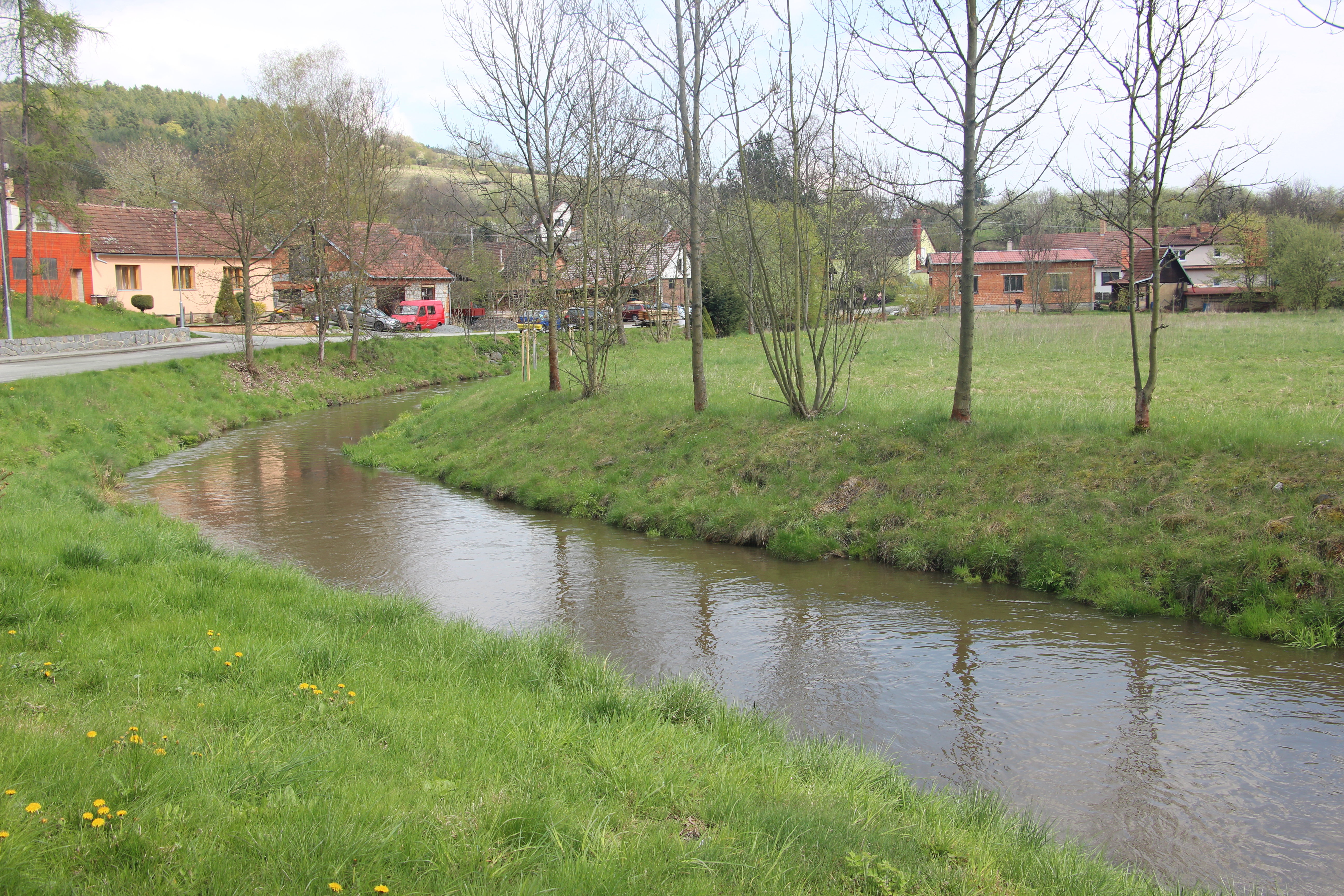
Prostřední Poříčí

Prostřední Poříčí liegt auf der Böhmisch-Mährischen Höhe an der Křetínka.